# Antun Nemčić
Antun Nemčić (Edde, Mađarska, 14. siječnja 1813. – Križevci, 5. rujna 1849.), hrvatski književnik
Studirao je pravo i filozofiju u Zagrebu, bio sudac u Novom Marofu i bilježnik Križevačke županije. Bio je pristaša narodnog preporoda, a pod pseudonimom A. N. Gostovinski pisao je pjesme, "putositnice", a okušao se i kao romanopisac i komediograf. Po stilu je romantičar, a pjesništvo mu je budničarsko i domoljubno. Za života je dospio objaviti samo knjigu putopisne proze "Putositnice", koja je nastala tako što je pisac, nesretno zaljubljen, išao u Italiju tražeći zaborav. Nemčić je pisao pjesme koje imaju domoljubni uzlet ali ne odskaču od srodne lirike u hrvatskomu preporodu. Ostavio je i komediju "Kvas bez kruha, ili tko će biti veliki sudac". Umalo je poginuo kao jedan od glavnih aktera krvave restauracije 1845. Umro je od kolere u trideset i sedmoj godini. Porijeklom iz plemićke obitelji Nemčića-Gostovinskih. Veći dio života je živio u gradovima Ludbreg i Koprivnica. U Koprivnici je sačuvana njegova kuća sa spomen-pločom, a u selu Starigrad kraj Koprivnice obilježena je i klijet gdje je u vinogradu napisao svoje najznačajnije djelo "Putositnice". U Koprivnici jedna osnovna škola nosi njegovo ime.
Djela:
- "Kvas bez kruha" ili "Tko će biti veliki sudac"
- "Putositnice"
- "Udes ljudski"